# Athetis biumbrosa
Athetis biumbrosa là một loài bướm đêm trong họ Noctuidae.